# Fanariot
Fanarioti ili grčki fanarioti  (grčki: φαναριώτες, rumunjski: fanarioţii, bugarski: фанариоти, turski: Fenerli Rumlar) naziv je za članove utjecajnih grčkih (ali i heleniziranih rumunjskih i albanskih) obitelji naseljenih su konstatinopolskoj gradskoj četvrti Fener (četvrti fenjera).
Fanar je nekoć bila dominantno grčka četvrt u kojoj i danas stoluje carigradski patrijarh. 
Unatoč svom kozmopolitizmu i vrlo često zapadnoeuropskom obrazovanju bili su duboko ukorijenjeni u tradiciju helenizma.
Fanarioti su izrasli iz klase novčano ojačalih grčkih trgovaca, od kojih je većina tvrdila da vuče podrijetlo od plemenitaških bizantinskih obitelji. Imali su osobito velik utjecaj na upravu u Otomanskom carstvu na području Balkana od XVIII. st. 
Nastojali su izgraditi kuće u četvrti Fanar u kojoj je rezidenciju imao ekumenski patrijarh, koji je po otomanskom upravnom sustavu miletu smatran vjerskim i svjetovnim vođom (millet-bashi) svih pravoslavnih kršćana u Otomanskom carstvu (Rum milet ili Rimski narod carstva). 
Fanarioti su nastojali ući u uži krug patrijarhovih suradnika (ekumenskih arhonta) i na taj način proširiti svoj utjecaj.

## Povijest
Pojedini članovi fanariotskih obitelji uspjeli su steći veliko bogatstvo i utjecaj već tijekom XVII. st, dobivši visoka mjesta u otomanskoj upravnoj hijerarhiji. Od 1669. god pa sve do Grčkog rata za neovisnost 1821. fanarioti su tvorili većinu dragomana u Visokoj Porti i većinu osoblja u otomanskim diplomatskim predstavništima, što je djelomično bilo i zbog dobrog obrazovanja koje je bilo na znatno višoj razini u usporedbi s ostatkom otomanskog stanovništva.
U razdoblju 1711. – 1716. god. i 1821. god. dobar dio njih dočepao se pozicija hospodara, vojvoda ili kneza u dunavskim kneževinama (Moldovi i Vlaškoj), što je postalo uobičajenim promaknućem nakon dragomanske službe. To se razdoblje često naziva i fanariotskim razdobljem u rumunjskoj povijesti.

## Za Otomanskog carstva
Korijeni grčkog uspona mogu se pronaći u tome što je posustaloj snazi Otomanskog carstva bila potrebnija vještina diplomatskog pregovaranja nego sirova snaga oružja. Od XVII. st. Otomansko carstvo sve je češće moralo tražiti izlaze za pojedine probleme u zakulisnim i mukotrpnim diplomatskim mirovnim pregovaranjima i dogovaranjima.
Kako je dio otomanske tradicije bio i ignoriranje svega zapadnog (pa tako i jezika), Visoka Porta takve je dužnosti prepustila Grcima koji su vladali jezicima i poznavali zapadnu kulturu (preko trgovačke tradicije), a većinu tih poslova dobili su fanarioti.

## Neke od značajnijih fanariotskih obitelji
- Argiropolos
- Callimachi (Călmaşu), izvorno rumunjska boljarska obitelj iz Moldove
- Cantacuzino
- Karađa (Caragea)
- Obitelj Gika (Ghikas, Ghica, Ghyka,  Ghika,  Gjika), izvorno albanska obitelj iz Makedonije
- Obitelj Manos
- Kavadas (Kavvadas)
- Mavrocordatos (Mavrocordat)
- Mavrogenes (Mavrogeni)
- Morosis (Moruzi)
- Musurus
- Racovica (Racoviţă), rumunjska plemenitaška obitelj iz Vlaške
- Obitelj Rosetti (Ruset ili Russeti)
- Sotzos (Suţu ili Sutzu), izvorno vlaška obitelj
- Ipsilantis (Ipsilanti)
- Vacarescu, rumunjski boljari iz Vlaške
- Vlastos